# Lus
 For alternative betydninger, se Lus (flertydig). (Se også artikler, som begynder med Lus)
Lus er vingeløse insekter. Lusen har sugende munddele, som de bruger til at suge blod af mennesker og andre hvirveldyr. Lusens krop er flad og bærer kloformede klamreben. Lus er ektoparasitter. Hos mennesket findes fladlusen, hovedlusen og kroplusen.
Lus kan hverken flyve eller hoppe, men kan bevæge sig hurtigt rundt i hovedbunden. Lus kan overleve i 48 timer uden menneskeblod.

## Fladlusen
Fladlus (Phthirus pubis) er 1-1½ mm store. De lever oftest i kønsbehåringen, men kan også ses i brystbehåring og under armene.

## Hovedlusen
Hovedlusen (Pediculus humanus capitis) lever hele livet i håret på toppen af hovedet på mennesker og spiser udelukkende menneskeblod. Parasitten har kun mennesket som værtsorganisme men chimpanser har en nært beslægtet art Pediculus schaeffi. Den er ca. ½ – 4 mm lang. Når den suger blod kan den fremkalder en ubehagelig kløe. Lusen kan være svær at se, eftersom at dens farve skifter mellem gennemsigtig og mørk, alt efter om den lige har suget blod. Æggene sidder ca. 1 cm over hovedbunden og sidder fast på hårstrået.
Luseshampoo og lusekam til bekæmpelse og behandling mod hovedlus kan købes i håndkøb på apoteket.
Der findes mange varierede shampooer til bekæmpelse af lus. Der findes også forskellige kamme, men de bedste lusekamme er lavet med metaltænder. En detalje der gør at tænderne ikke så nemt knækker eller bøjer, og derfor tillader færre lus at undslippe kammen.

### Livscyklus for hovedlus
Udvikling fra æg til voksen hovedlus tager omkring 21-27 dage. Hver voksen hun producerer fra 50-150 æg i sin levealder. Æg klækkes på 5-9 dage. Larver skifter hylster tre gange før lusene er voksne. Unger og voksnes hovedernæring er blod flere gange om dagen. Voksne kan leve ca. en måned (30-40 dage).
Hovedlus er totalt afhængig af deres vært for at udvikle sig og holde varmen. Faktisk kan hovedlus ikke gennemgå deres livscyklus, hvis de adskilles fra deres vært. Voksne og unger kan overleve 2-3 dage uden deres vært, dog kan æg leve op til 14 dage.

## Kroplusen
Kroplusen (Pediculus humanus humanus) findes oftest på kroppen, men også mellem klæderne. Denne race af lus findes ikke på hovedet, til forskel fra hovedlusen.
Kroplusen forekommer efterhånden meget sjældent.

## Historie
I håret på to omkring tusind år gamle, peruanske mumier fandt forskerne hundredvis af lus. Lus kom altså ikke til Amerika i 1500-tallet med europæerne, som man ellers har ment, men sandsynligvis allerede fulgt med de første mennesker, der krydsede over fra Sibirien for mindst 15.000 år siden. DNA-analyser af lusene støtter teorien om, at alle moderne mennesker nedstammer fra en lille gruppe i Afrika for omkring 75.000 år siden. Der findes tre typer lus i verden:
- Type A, der er udbredt over alt i verden.
- Type B, som kun findes i Amerika, Europa og Australien.
- Type C, der kun forekommer i Nepal og Etiopien.

Overraskende nok var lusene i mumiernes hår ikke af type B, som er hyppigst i Amerika, men derimod af type A. Fordi den type lus er fundet over hele verden, og kun overføres ved nærkontakt, må det betyde, at lusene har fulgt menneskene fra de først vandrede ud fra Afrika i forhistorisk tid. 

## Klassifikation
Gruppen "Phthiraptera" består af to ordener:
- Anoplura (Sugende lus)
- Mallophaga (Bidende lus)

De tre varianter der findes på mennesker hører til de sugende lus.
Bladlus hører ikke under lus, de er i ordenen Homoptera (Næbmundede).

## Eksterne links
- Intimbarbering udrydder fladlus. Videnskab.dk